# 特雷伯夫
特雷伯夫（法語：Tresbœuf，法語發音：[tʁɛbœf]）是法国伊勒-维莱讷省的一个市镇，位于该省南部偏东，属于勒东区。该市镇总面积25.33平方公里，包括南侧的一块飞地。

## 地理
特雷伯夫（47°52'57"N, 1°32'45"W）面积25.33 平方千米，位于法国布列塔尼大區伊勒-维莱讷省，该省份为法国西北部沿海省份，位于布列塔尼半岛东部，北濒大西洋，西接阿摩尔滨海省和莫尔比昂省，南至大西洋卢瓦尔省，西南端接曼恩-卢瓦尔省，东临马耶讷省，东北与芒什省接壤。
与特雷伯夫接壤的市镇（或旧市镇、城区）包括：索尔尼耶尔、布列塔尼地区拉博斯、拉库耶尔、拉梅地区埃尔塞、讓澤、拉勒、布列塔尼地区勒塞勒。
特雷伯夫的时区为UTC+01:00、UTC+02:00（夏令时）。

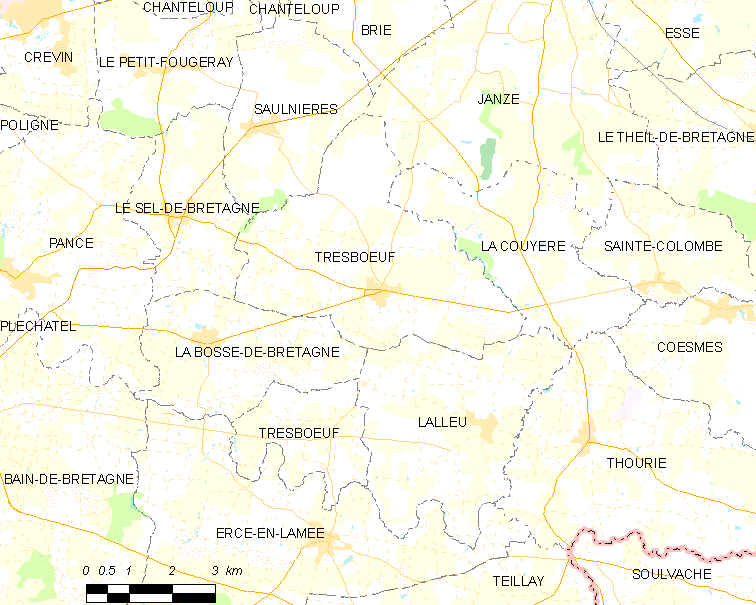
特雷伯夫的OSM定位图

## 行政
特雷伯夫的邮政编码为35320，INSEE市镇编码为35343。

## 政治
特雷伯夫所属的省级选区为布列塔尼地区班县。

## 交通
伊勒-维莱讷省省道D47线、D93线、D247线和D293线在镇中心交汇，省道D53线经过南侧的飞地。

## 人口

1962-2008年间特雷伯夫人口变化图示

特雷伯夫于2022年1月1日时的人口数量为1235人。